# Sint Janshof
Het Sint Janshof is een hofje in de Nederlandse stad Leiden, provincie Zuid-Holland. Het hofje is gelegen aan de Haarlemmerstraat. Het Sint Janshof werd gesticht in 1504 in opdracht van Jan Stoop Kerstiaanszoon en zijn vrouw Claertgen. Het hofje was bestemd voor nette mensen, die door tegenslag aan lagerwal waren geraakt. Het hofje bestond uit zeven huisjes voor alleenstaande vrouwen, zes voor echtparen, een regentenkamer en een huisje dat verhuurd kon worden ten bate van het hofje. In 1565 droegen de erven van de stichters het hofje over aan Mr. Geraert van der Laen, die in hetzelfde jaar opdracht gaf voor de nieuwbouw van de  huizen, het poortgebouw en de regentenkamer. Na zijn plotselinge dood werd de naam van het hofje veranderd in het Sint Jans- of Van der Laenhofje.
Het hofje werd in 1901 (de huizen aan de voorzijde langs de Haarlemmerstraat) en 1909 (de huizen aan de achterzijde) opnieuw volledig afgebroken en weer herbouwd. Dit gebeurde onder leiding van Jan Filippo Hzn. De laatste renovatie vond plaats in 1983/84 en het hofje bestaat nu uit 15 huurwoningen.
Het hofje is een gemeentelijk monument.
Barend van Namenhof ·
Bethaniënhof ·
Bethlehemshof ·
Brouchovenhof ·
Cathrijn Jacobsdochterhof ·
Cathrijn Maartensdochterhof ·
Coninckshof ·
Eva van Hoogeveenshof ·
François Houttijnshof ·
Groeneveldstichting ·
Groot Sionshof ·
Heiligen Geest- of Cornelis Spronghof ·
Jan de Laterehof ·
Jan Pesijnhof ·
Jean Michelhof ·
Jeruzalemhof ·
Joost Frans van de Lindenhof ·
Juffrouw Maashof ·
Justus Carelhuis ·
Klein Sionshof ·
Meermansburg ·
Mierennesthof ·
Pieter Gerritz. van der Speckhof ·
Pieter Loridanshof ·
Samuel de Zeehof ·
Schachtenhof ·
Sint Anna Aalmoeshuis ·
Sint Annahof of Joostenpoort ·
Sint Elisabethgasthuishof ·
Sint Jacobs- of Crayenboschhof ·
Sint Janshof ·
Sint Salvatorhof ·
Sint Stevenshof ·
Tevelingshof ·
Van Assendelftshof